# 華碩PadFone系列
 Asus Padfone是華碩旗下的已絕版智慧型手機系列。
Asus Padfone最大特色是能將手機放入專屬的平板基座，使手機變成平板，因此又被稱為變形手機。不但可以加大螢幕尺寸，還可以增加電量，第一代的產品甚至還有鍵盤基座，讓手機變成類似筆記型電腦的型態，但後繼機種並沒有提供。

## 旗下產品
- PadFone
- PadFone 2
- PadFone E
- PadFone Infinity

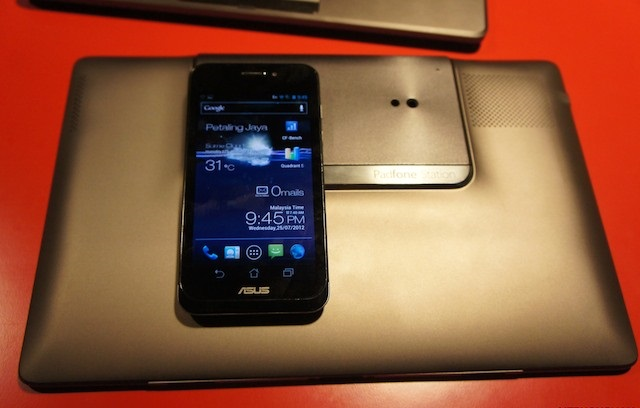
PadFone A66

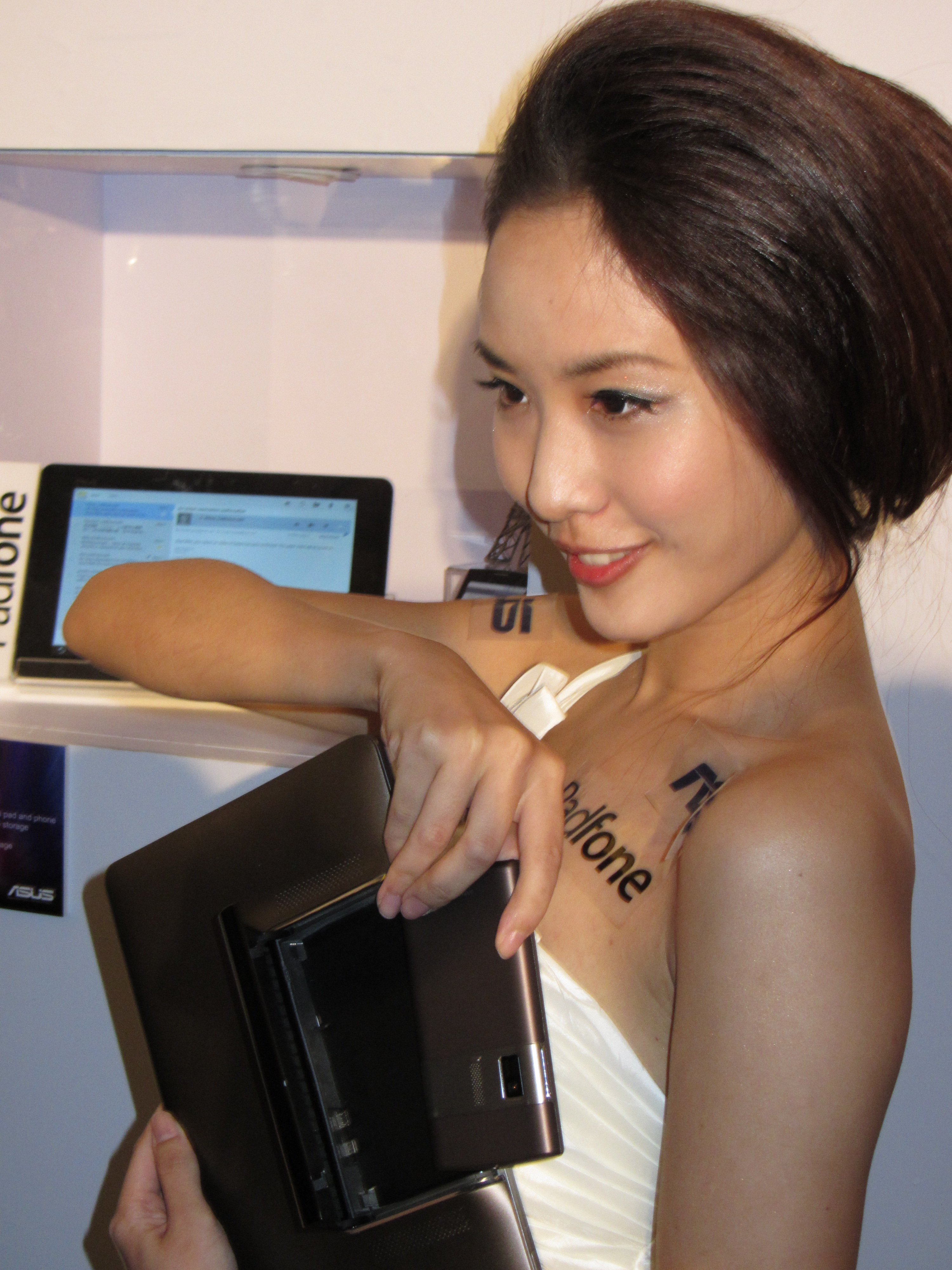
組合方式

- The new PadFone Infinity
  - Padfone Infinity Lite
- PadFone Mini
  - PadFone Mini 4.3
- PadFone S
- PadFone X
  - PadFone X Mini

## 產品比較
| 型號       | Padfone                                          | Padfone 2                                      | Padfone E                                           | Padfone Infinity                                   | The New Padfone Infinity                           | Padfone Infinity Lite                              | Padfone Mini 4.3                                      | Padfone S                                             |
| 螢幕       | 4.3吋 AMOLED螢幕                                 | 4.7吋 IPS螢幕                                  | 4.7吋 IPS螢幕                                       | 5吋 IPS螢幕                                        | 5吋 IPS螢幕                                        | 5吋 IPS螢幕                                        | 4.3吋 IPS螢幕                                         | 5吋 IPS螢幕                                           |
| 螢幕       | 960×540像素（qHD） 257PPI                        | 1280×720像素（HD） 312PPI                      | 1280×720像素（HD） 312PPI                           | 1920×1080 像素（Full HD） 441PPI                   | 1920×1080 像素（Full HD） 441PPI                   | 1920×1080 像素（Full HD） 441PPI                   | 800×480像素（WVGA） 257PPI                            | 1920×1080像素（HD） 441PPI                            |
| 容量       | 16/32GB（Micro SD）                              | 16/32/64GB                                     | 16GB（Micro SD）                                    | 32/64GB                                            | 16/32GB（Micro SD）                                | 32GB                                               | 16GB（Micro SD）                                      | 16GB（Micro SD）                                      |
| 中央處理器 | Qualcomm Snapdragon S4                           | Qualcomm Snapdragon S4                         | Qualcomm Snapdragon 400                             | Qualcomm Snapdragon 600                            | Qualcomm Snapdragon 800                            | Qualcomm Snapdragon 600                            | Intel Atom Z2560                                      | Qualcomm Snapdragon 801                               |
| 顯示晶片   | Adreno 225                                       | Adreno 320                                     | Adreno 320                                          | Adreno 320                                         | Adreno 320                                         | Adreno 320                                         | Adreno 305                                            | Adreno 330                                            |
| 網路制式   | 2G：EDGE/GPRS/GSM（850/900/1800/1900）           | 2G：EDGE/GPRS/GSM（850/900/1800/1900）         | 2G：EDGE/GPRS/GSM（850/900/1800/1900）              | 2G：EDGE/GPRS/GSM（850/900/1800/1900）             | 2G：EDGE/GPRS/GSM（850/900/1800/1900）             | 2G：不支援                                         | 2G：EDGE/GPRS/GSM（850/900/1800/1900）                | 2G：EDGE/GPRS/GSM（850/900/1800/1900）                |
| 網路制式   | 3G：WCDMA（900/2100）                            | 3G：WCDMA（900/2100）                          | 3G：UMTS（850/900/1900/2100）                       | 3G：WCDMA（900/2100）                              | 3G：WCDMA（900/2100）                              | 3G：WCDMA（900/2100）                              | 3G：UMTS（850/900/1900/2100）                         | 3G：WCDMA（850/900/2100）                             |
| 網路制式   | 4G：不支援                                       | 4G：LTE（1800/2600）                           | 4G：不支援                                          | 4G：LTE（800/1800/2600）                           | 4G：LTE（800/1800/2100/2600）                      | 4G：LTE（800/1800/2600）                           | 4G：不支援                                            | 4G：LTE（700/900/1800/1900/2100/2600）                |
| 後鏡頭     | 8MP                                              | 13MP                                           | 13MP                                                | 13MP                                               | 13MP                                               | 13MP                                               | 8MP                                                   | 13MP                                                  |
| 前鏡頭     | 0.3MP VGA                                        | 1.2MP                                          | 2MP                                                 | 2MP                                                | 2MP                                                | 2MP                                                | 1.2MP                                                 | 2MP                                                   |
| 電池       | 1,520mAh                                         | 2,140mAh                                       | 1820mAh                                             | 2400mAh                                            | 2400mAh                                            | 2400mAh                                            | 1200mAh                                               | 2300mAh                                               |
| 重量       | 129克（4.55盎司）                                | 135克（4.76盎司）                              | 126克（4.44盎司）                                   | 145克（5.11盎司）                                  | 145克（5.11盎司）                                  | 145克（5.11盎司）                                  | 116克（4.09盎司）                                     | 150克（5.29盎司）                                     |
| 尺寸       | 128mm（5.03in）×65.4mm（2.57in）×9.2mm（0.36in） | 137.9mm（5.43in）×69mm（2.72in）×9mm（0.35in） | 139.6mm（5.49in）×69.7mm（2.74in）×9.08mm（0.35in） | 143.5mm（5.64in）×72.8mm（2.87in）×8.9mm（0.35in） | 143.5mm（5.64in）×72.8mm（2.87in）×8.9mm（0.35in） | 143.5mm（5.64in）×72.8mm（2.87in）×8.9mm（0.35in） | 124.42mm（4.89in）×61.44mm（2.41in）×11.2mm（0.43in） | 143.93mm（5.66in）×72.46mm（2.85in）×9.98mm（0.35in） |

### 平板底座
| 型號 | Padfone                   | Padfone 2                 | Padfone E                 | Padfone Infinity                | The New Padfone Infinity        | Padfone Infinity Lite           | Padfone Mini 4.3          | Padfone S                       |
| 螢幕 | 10.1吋 TFT螢幕            | 10.1吋 IPS螢幕            | 10.1吋 IPS螢幕            | 10.1吋 IPS螢幕                  | 10.1吋 IPS螢幕                  | 10.1吋 IPS螢幕                  | 7.0吋 IPS螢幕             | 9.0吋 IPS螢幕                   |
| 螢幕 | 1280×800像素（HD） 149PPI | 1280×800像素（HD） 149PPI | 1280×800像素（HD） 149PPI | 1920×1200像素（Full HD） 224PPI | 1920×1200像素（Full HD） 224PPI | 1920×1200像素（Full HD） 224PPI | 1280×800像素（HD） 149PPI | 1920×1200像素（Full HD） 441PPI |
| 電池 | 6600mAh                   | 5000mAh                   | 5000mAh                   | 5000mAh                         | 5000mAh                         | 5000mAh                         | 2200mAh                   | 4900mAh                         |
| 重量 | 724克（25.54盎司）        | 514克（18.13盎司）        | 525.67克（18.54盎司）     | 532克（18.77盎司）              | 532克（18.77盎司）              | 532克（18.77盎司）              | 260克（9.17盎司）         | 514克（18.13盎司）              |

## 其他系列
ZenFone 系列
| 型號       | ZenFone 2 （ZE500CL）                               | ZenFone 4 （A400CG）                               | ZenFone 5 （A500CG）                                | ZenFone 6 （A600CG）                               | ZenFone C （ZC451CG）                             | ZenFone Go （ZC500TG）                            | ZenFone Max （ZC550KL）                           | ZenFone Selfie （ZD551KL）                          | ZenFone Zoom （ZX550）                            |
| 螢幕       | 5.5吋 IPS螢幕                                       | 4吋 TFT螢幕                                        | 5吋 IPS螢幕                                         | 6吋 IPS螢幕                                        | 4.5吋 IPS LCD螢幕                                 | 4.5吋 IPS LCD螢幕                                 | 5.5吋 IPS螢幕                                     | 5.5吋 IPS螢幕                                       | 5.5吋 IPS螢幕                                     |
| 螢幕       | 720×1280像素（HD） 267PPI                           | 480×800像素（WVGA） 233PPI                         | 720×1280像素（HD） 294PPI                           | 720×1280像素（HD） 245PPI                          | 480×854像素（FWVGA） 218PPI                       | 480×854像素（FWVGA） 218PPI                       | 720×1280像素（HD） 267PPI                         | 1080×1920像素（Full HD） 403PPI                     | 1080×1920像素（Full HD） 403PPI                   |
| 容量       | 16GB（Micro SD）                                    | 4GB（Micro SD）                                    | 16GB（Micro SD）                                    | 8GB（Micro SD）                                    | 8GB（Micro SD）                                   | 8GB（Micro SD）                                   | 8GB（Micro SD）                                   | 16GB（Micro SD）                                    | 16GB（Micro SD）                                  |
| 中央處理器 | Intel Atom Z3560                                    | Intel Atom Z2520                                   | Intel Atom Z2520                                    | Intel Atom Z2580                                   | Intel Atom Z2520                                  | MTK MT6582                                        | Qualcomm Snapdragon 410 MSM8916                   | Qualcomm Snapdragon 615 MSM8939                     | Intel Atom Z3580                                  |
| 網路制式   | 2G：EDGE/GPRS/GSM（850/900/1800/1900）              | 2G：EDGE/GPRS/GSM（850/900/1800/1900）             | 2G：EDGE/GPRS/GSM（850/900/1800/1900）              | 2G：EDGE/GPRS/GSM（850/900/1800/1900）             | 2G：EDGE/GPRS/GSM（850/900/1800/1900）            | 2G：EDGE/GPRS/GSM（850/900/1800/1900）            | 2G：EDGE/GPRS/GSM（850/900/1800/1900）            | 2G：EDGE/GPRS/GSM（850/900/1800/1900）              | 2G：EDGE/GPRS/GSM（850/900/1800/1900）            |
| 網路制式   | 3G：UMTS（850/900/1900/2100）                       |                                                    |                                                     |                                                    |                                                   |                                                   |                                                   |                                                     |                                                   |
| 網路制式   | 4G：全頻段                                          | 4G：不支援                                         | 4G：不支援                                          | 4G：不支援                                         | 4G：不支援                                        | 4G：不支援                                        | 4G：全頻段                                        | 4G：全頻段                                          | 4G：全頻段                                        |
| 後鏡頭     | 13MP                                                | 5MP                                                | 5MP                                                 | 8MP                                                | 8MP                                               | 13MP                                              | 13MP                                              | 13MP                                                |                                                   |
| 前鏡頭     | 5MP                                                 | 0.3MP VGA                                          | 2MP                                                 | 2MP                                                | 0.3MP VGA                                         | 2MP                                               | 5MP                                               | 13MP                                                | 5MP                                               |
| 電池       | 3000mAh                                             | 1600mAh                                            | 2110mAh                                             | 3300mAh                                            | 2100mAh                                           | 2100mAh                                           | 5000mAh                                           | 3000mAh                                             | 3000mAh                                           |
| 重量       | 170克（6.00盎司）                                   | 120克（4.23盎司）                                  | 145克（5.11盎司）                                   | 196克（6.91盎司）                                  | 150克（5.29盎司）                                 | 150克（5.29盎司）                                 | 150克（5.29盎司）                                 | 170克（6.00盎司）                                   | 185克（6.53盎司）                                 |
| 尺寸       | 152.5mm（6.00in）×77.2mm（3.04in）×10.9mm（0.43in） | 124.4mm（4.89in）×61.4mm（2.41in）×7.1mm（0.28in） | 148.2mm（5.83in）×72.8mm（2.87in）×10.3mm（0.41in） | 166.9mm（6.57in）×84.3mm（3.32in）×9.9mm（0.39in） | 136.5mm（5.37in）×67mm（2.64in）×10.9mm（0.43in） | 136.5mm（5.37in）×67mm（2.64in）×10.9mm（0.43in） | 136.5mm（5.37in）×67mm（2.64in）×10.9mm（0.43in） | 156.5mm（6.16in）×77.2mm（3.04in）×10.8mm（0.43in） | 158.9mm（6.26in）×78.8mm（3.10in）×12mm（0.47in） |

## 爭議

### PadFone 2死機問題
從2012年12月開始，到3月達到最高峰，部分PadFone 2因記憶體與軟體相容的問題，使用者使用一段時間後，出現不明關機後死機，資料完全損毀無法救回。視不同情況，在維修更換主機板後，可能出現無法使用官方解鎖程式、或Device Tracker、OTA、並喪失更新的能力等狀況。
2013年3月22日，華碩電腦於其官方網站發布的消費者公告中表示：華碩電腦已於二月中旬更新軟體以解決記憶體相容問題，而於2013年2月28日前購買PadFone 2的消費者可在2013年6月30日前至華碩皇家俱樂部免費更換手機零件。但直至4月，仍有傳出二度、甚至三度死機的災情。
2013年5月15日，華碩電腦於其官方網站發布的消費者公告中表示：遇到無法開機問題的消費者可延長手機本體一年保固(含原本保固共計兩年)，但亦有消費者反映送修後無獲得延長保固一年之差別待遇情況。

### The New Padfone Infinity A86 升級問題

#### 升級Android 4.4後問題
1. 2014年9月26日，華碩電腦釋出V11.2.5.12更新檔，但是許多人更新後不斷的系統當機並重開機。華碩電腦釋出V11.2.5.20更新檔才解決，但是發生安裝APP時發生"儲存空間不足"錯誤訊息，目前尚未解決
2. NFC支付感應功能被拿掉，但是華碩電腦拒絕回復，表示此功能不完善。

#### 升級Android 5.0的事件
1. 2015年5月21日，華碩公告宣布取消 ASUS The New Padfone Infinity A86 的 Android 5.0 Lollipop 升級計畫，並將原因歸咎於 Qualcomm Snapdragon 800(MSM8974) 處理器不支援 Android 5.0 平台，而華碩原廠表示，除了華碩使用的 MSM8974 ，其餘的 Qualcomm Snapdragon 800 處理器(MSM8974AA MSM8974AB MSM8974AC)才支援 Android 5.0 升級，ASUS也向手機王等網站出示高通原廠的官方文件，確實MSM8974不在Android L升級支援名單，但對於SONY和LG卻有相同處理器機種成功升級Android L，華碩並未多做回應。
2. 經由手機王和高通確認，高通原廠表示：所有 Qualcomm Snapdragon 800 處理器均可升級。依據華碩原廠轉述高通表示：MSM8974 確實無法依循高通常規的套裝方案進行 Android 5.0 版本升級，但若廠商取得通用的韌體資源，亦可自行開發 Android 5.0 更新。但由於這樣的做法並非高通原始設計，開發過程相對複雜、遭遇到的問題可能也會比較多，後續風險也需由廠商承擔。 但以上的說法僅為華碩官方之轉述說法，非高通官方正式說法，對於SONY、三星和LG卻有相同處理器機種成功升級Android L的說法仍舊無法解釋。
3. 2015年5月26日，華碩再次公告說明ASUS The New Padfone Infinity A86 的 Android 5.0 Lollipop 升級計畫經跟高通原廠協商後，預計於2015年第三季升級，華碩也表示高通將會協助華碩取得通用的韌體資源以開發Android L版本。

### 不實廣告
PadFone S的廣告宣稱有電子錢包功能，實際上未具備此功能，2016年3月2號華碩遭公平會開罰新台幣350萬罰緩，包括神腦公司、優達斯公司。